# Кічмаренко Марія Степанівна
Марія Степанівна Кічмаренко (нар. 20 серпня 1941, село Студена, тепер Піщанського району Вінницької області) — українська радянська діячка, вчитель Вінницької середньої школи № 22. Депутат Верховної Ради УРСР 9—11-го скликань.

## Біографія
У 1958 році закінчила середню школу, працювала продавцем Піщанської районної спілки споживчих товариств Вінницької області.
У 1959—1960 роках — старша піонервожата Загнітківської середньої школи Піщанського району Вінницької області.
З 1960 по 1962 рік навчалась у Немирівському педагогічному училищі Вінницької області.
У 1962—1967 роках — старша піонервожата, з 1967 року — вчителька початкових класів, вчителька української мови та літератури Вінницької школи інтернату імені Гагаріна.
З 1963 по 1969 рік навчалася (заочно) на філологічному факультеті Вінницького державного педагогічного інституту імені Островського.
Член КПРС з 1968 року.
У 1973—1979 роках — заступник директора з виховної роботи Вінницької школи інтернату імені Гагаріна.
У вересні 1979 — грудні 1985 року — заступник директора з навчально-виховної роботи Вінницької середньої школи № 22.
У грудні 1985 — 1997 року — директор Вінницької середньої школи № 22. З 1997 року — вчителька української мови та літератури Вінницької середньої школи № 22.

## Нагороди
- ордени
- медалі
- заслужений вчитель Української РСР (24.04.1985)